# Little Hale
Little Hale est une paroisse civile et un village du Lincolnshire, en Angleterre.